# Поплтон (тауншип, Миннесота)
Поплтон (англ. Poppleton) — тауншип в округе Китсон, Миннесота, США. На 2000 год его население составило 123 человека.

## География
По данным Бюро переписи населения США площадь тауншипа составляет 90,8 км², из которых 90,8 км² занимает суша, a вода составляет 0,03 %.

## Демография
По данным переписи населения 2000 года здесь находились 123 человека, 52 домохозяйства и 39 семей. Плотность населения —  1,4 чел./км². На территории тауншипа расположено 59 построек со средней плотностью 0,7 построек на один квадратный километр. Расовый состав населения: 99,19 % белых и 0,81 % приходится на две или более других рас. Испанцы или латиноамериканцы любой расы составляли 0,81 % от популяции тауншипа.
Из 52 домохозяйств в 30,8 % воспитывались дети до 18 лет, в 69,2 % проживали супружеские пары, в 5,8 % проживали незамужние женщины и в 23,1 % домохозяйств проживали несемейные люди. 23,1 % домохозяйств состояли из одного человека, при том 5,8 % из — одиноких пожилых людей старше 65 лет. Средний размер домохозяйства — 2,37, а семьи — 2,75 человека.
22,8 % населения — младше 18 лет, 4,1 % — в возрасте от 18 до 24 лет, 23,6 % — от 25 до 44, 29,3 % — от 45 до 64, и 20,3 % — старше 65 лет. Средний возраст — 44 года. На каждые 100 женщин приходилось 136,5 мужчин. На каждые 100 женщин старше 18 приходилось 126,2 мужчин.
Средний годовой доход домохозяйства составлял 25 357 долларов, а средний годовой доход семьи —  26 500 долларов. Средний доход мужчин —  31 750  долларов, в то время как у женщин — 11 719. Доход на душу населения составил 26 665 долларов. За чертой бедности находились 18,4 % семей и 18,3 % всего населения тауншипа, из которых 38,9 % младше 18 и 22,7 % старше 65 лет.